# Fußballclub Bayer 05 Uerdingen 1978-1979
Questa voce raccoglie le informazioni riguardanti il Fußballclub Bayer 05 Uerdingen nelle competizioni ufficiali della stagione 1978-1979.

## Stagione
Nella stagione 1978-1979 il Bayer Uerdingen, allenato da Siegfried Melzig e Horst Buhtz, concluse il campionato di 2. Bundesliga al 2º posto. In Coppa di Germania il Bayer Uerdingen fu eliminato ai quarti di finale dal Hertha Berlino.

## Rosa
| N. |                      | Ruolo | Calciatore         |
| -- | -------------------- | ----- | ------------------ |
|    | Germania (bandiera)  | P     | Paul Hesselbach    |
|    | Germania (bandiera)  | P     | Manfred Kroke      |
|    | Germania (bandiera)  | D     | Norbert Brinkmann  |
|    | Germania (bandiera)  | D     | Paul Hahn          |
|    | Germania (bandiera)  | D     | Dieter Schwabe     |
|    | Danimarca (bandiera) | D     | Jens Steffensen    |
|    | Germania (bandiera)  | D     | Ludger van de Loo  |
|    | Germania (bandiera)  | D     | Michael van de Loo |
|    | Germania (bandiera)  | C     | Ulrich Fohles      |
|    | Germania (bandiera)  | C     | Friedhelm Funkel   |

| N. |                     | Ruolo | Calciatore         |
| -- | ------------------- | ----- | ------------------ |
|    | Germania (bandiera) | C     | Ludwig Lurz        |
|    | Germania (bandiera) | C     | Wolfgang Lüttges   |
|    | Germania (bandiera) | C     | Heinz Mostert      |
|    | Germania (bandiera) | C     | Franz Raschid      |
|    | Germania (bandiera) | C     | Hans-Jürgen Wloka  |
|    | Germania (bandiera) | A     | Willi Götz         |
|    | Germania (bandiera) | A     | Ralf Heym          |
|    | Germania (bandiera) | A     | Walter Hoffmann    |
|    | Svezia (bandiera)   | A     | Jan Mattsson       |
|    | Germania (bandiera) | A     | Hans-Peter Mentzel |

## Organigramma societario
Area tecnica
- Allenatore: Horst Buhtz
- Allenatore in seconda:
- Preparatore dei portieri:
- Preparatori atletici:

## Calciomercato

### Sessione estiva
| Acquisti | Acquisti         | Acquisti    | Acquisti |
| R.       | Nome             | da          | Modalità |
| -------- | ---------------- | ----------- | -------- |
| A        | Walter Hoffmann  | Bonner      |          |
| C        | Wolfgang Lüttges | Hannover 96 |          |

| Cessioni | Cessioni    | Cessioni             | Cessioni |
| R.       | Nome        | a                    | Modalità |
| -------- | ----------- | -------------------- | -------- |
| C        | Uwe Finnern | Alemannia Aquisgrana |          |
| C        | Uwe Hansel  | Bocholt              |          |
| D        | Horst Riege | 1. FC Viersen        |          |

### Sessione invernale
| Acquisti | Acquisti | Acquisti | Acquisti |
| R.       | Nome     | da       | Modalità |
| -------- | -------- | -------- | -------- |

| Cessioni | Cessioni | Cessioni | Cessioni |
| R.       | Nome     | a        | Modalità |
| -------- | -------- | -------- | -------- |

## Risultati

### 2. Bundesliga

#### Girone di andata
| Arbitro: | Wichmann |

|                                   |           |                      |
| Mattsson 40’, 73’ Funkel 56’, 60’ | Marcatori | 47’ Jakobs 51’ Fagot |

| Arbitro: | Kornrumpf |

|                   |           |                                    |
| Demuth 89’ (rig.) | Marcatori | 21’, 53’ Lüttges 56’, 58’ Mattsson |

| Arbitro: | Waltert |

|                           |           |                      |
| Brinkmann 20’ Lüttges 68’ | Marcatori | 85’ (rig.) Czizewski |

| Arbitro: | Prinz |

|          |           |             |
| Lücke 6’ | Marcatori | 39’ Lüttges |

| Krefeld 27 agosto 1978 5ª giornata | Bayer Uerdingen | 0 – 0 referto | Union Solingen | Grotenburg Stadion (4 500 spett.)\| Arbitro: \| Kindervater \| |
| Arbitro:                           | Kindervater     |               |                |                                                                |

| Arbitro: | Redelfs |

|                                      |           |                       |
| Klausmann 17’ Meininger 27’ Mill 34’ | Marcatori | 24’, 57’, 73’ Lüttges |

| Arbitro: | Eschenbach |

|                   |           |  |
| Mattsson 35’, 89’ | Marcatori |  |

| Arbitro: | Kopka |

|                    |           |              |
| Schatzschneider 8’ | Marcatori | 14’ Mattsson |

| Arbitro: | Eschweiler |

|                          |           |           |
| Hoffmann 34’ Lüttges 43’ | Marcatori | 83’ Angel |

| Arbitro: | Winkler |

|                                        |           |  |
| Stradt 13’ Kehr 20’, 60’ Kucharski 34’ | Marcatori |  |

| Arbitro: | Eggers |

|                 |           |                                                   |
| Stolzenburg 31’ | Marcatori | 54’ Mattsson 62’ Hoffmann 72’ Finnern 78’ Lüttges |

| Arbitro: | Heitmann |

|                                              |           |  |
| Funkel 12’ Lurz 46’ Lüttges 76’ Mattsson 85’ | Marcatori |  |

| Arbitro: | Filipiak |

|                                                   |           |           |
| Hammes 32’ Klimke 38’ Jakobs 76’ Reiners 78’, 80’ | Marcatori | 65’ Wloka |

| Arbitro: | Eschenbach |

|                                |           |                |
| Lüttges 9’ Funkel 17’ Götz 79’ | Marcatori | 27’ Brexendorf |

| Arbitro: | Milkert |

|                                |           |                                      |
| Stegmayer 82’ (rig.) Gless 88’ | Marcatori | 7’ Lüttges 16’ Hahn 36’, 70’ Mentzel |

| Krefeld 18 novembre 1978 16ª giornata | Bayer Uerdingen | 0 – 0 referto | Bayer Leverkusen | Grotenburg Stadion (16 000 spett.)\| Arbitro: \| Niemann \| |
| Arbitro:                              | Niemann         |               |                  |                                                             |

| Arbitro: | Retzmann |

|            |           |                                  |
| Mrosko 52’ | Marcatori | 34’ Steffensen 82’, 88’ Mattsson |

| Arbitro: | Broska |

|                                               |           |  |
| Mattsson 19’ Landsberg 30’ (aut.) Raschid 76’ | Marcatori |  |

| Arbitro: | Lins |

|           |           |              |
| Schock 6’ | Marcatori | 59’ Mattsson |

#### Girone di ritorno
| Arbitro: | Kindervater |

|                    |           |  |
| Koch 36’ Fagot 89’ | Marcatori |  |

| Arbitro: | Wichmann |

|                  |           |  |
| Lüttges 10’, 78’ | Marcatori |  |

| Arbitro: | Risse |

|                        |           |            |
| Fischer 46’ Hermes 62’ | Marcatori | 16’ de Loo |

| Arbitro: | Topolewski |

|                  |           |           |
| Mostert 24’, 85’ | Marcatori | 52’ Lücke |

| Arbitro: | Teichert |

|                        |           |              |
| de Vries 26’ Jonas 53’ | Marcatori | 68’ Mattsson |

| Arbitro: | Richter |

|               |           |  |
| Brinkmann 14’ | Marcatori |  |

| Arbitro: | Assenmacher |

|           |           |                                        |
| Wrede 46’ | Marcatori | 10’ Steffensen 45’ Mostert 84’ Raschid |

| Arbitro: | Gabor |

|                                          |           |  |
| Mostert 39’, 62’ Lüttges 44’ Raschid 88’ | Marcatori |  |

| Arbitro: | Lins |

|                     |           |  |
| Fuchs 16’ Angel 25’ | Marcatori |  |

| Arbitro: | Wahmann |

|             |           |  |
| Lüttges 68’ | Marcatori |  |

| Arbitro: | Möller |

|                        |           |  |
| Lüttges 5’, 52’ (rig.) | Marcatori |  |

| Arbitro: | Horstmann |

|  |           |                                                                            |
|  | Marcatori | 15’, 27’, 63’ Mostert 22’ Raschid 52’ Lüttges 71’ Funkel 75’ (aut.) Kuntze |

| Arbitro: | Mölm |

|              |           |            |
| Hoffmann 33’ | Marcatori | 89’ Kunkel |

| Arbitro: | Rieb |

|                                    |           |                          |
| Ochmann 5’ Gerresheim 17’ Wolf 56’ | Marcatori | 7’ Raschid 61’ Brinkmann |

| Arbitro: | Kopka |

|                        |           |  |
| Mostert 59’ de Loo 70’ | Marcatori |  |

| Arbitro: | Gabor |

|                                |           |                                   |
| Bruckmann 66’ Brücken 79’, 85’ | Marcatori | 8’, 34’ (rig.) Funkel 62’ Raschid |

| Arbitro: | Meijerink |

|                                                 |           |              |
| Funkel 16’, 49’ Steffensen 37’ Lüttges 44’, 80’ | Marcatori | 77’ Hoffmann |

| Arbitro: | Zittrich |

|               |           |            |
| Wendlandt 37’ | Marcatori | 50’ Funkel |

| Arbitro: | Uhlig |

|                                    |           |  |
| Lüttges 54’ Mentzel 62’ Funkel 66’ | Marcatori |  |

### Coppa di Germania
| Arbitro: | Ross |

|                        |           |                                                                             |
| Geiger 38’ Gessler 84’ | Marcatori | 8’, 11’ Wloka 34’ Mattsson 48’ Funkel 67’, 89’ Hoffmann 71’ de Loo 83’ Götz |

| Arbitro: | Frickel |

|                 |           |                                     |
| Künkel 55’, 69’ | Marcatori | 31’ Hoffmann 73’, 85’ (rig.) Funkel |

| Arbitro: | Luca |

|                        |           |              |
| Mentzel 53’ Funkel 70’ | Marcatori | 48’ Bittcher |

| Arbitro: | Dreher |

|                                                       |           |                            |
| Steffensen 15’ Raschid 55’ Hahn 73’ Funkel 80’ (rig.) | Marcatori | 50’ Abel 68’ (rig.) Lameck |

| Arbitro: | Niemann |

|                                                            |           |             |
| Milewski 5’, 57’, 72’ Agerbeck 23’ Kliemann 26’ Remark 76’ | Marcatori | 42’ Raschid |

## Statistiche

### Statistiche di squadra
| Competizione      | Punti | In casa | In casa | In casa | In casa | In casa | In casa | In trasferta | In trasferta | In trasferta | In trasferta | In trasferta | In trasferta | Totale | Totale | Totale | Totale | Totale | Totale | DR  |
| Competizione      | Punti | G       | V       | N       | P       | Gf      | Gs      | G            | V            | N            | P            | Gf           | Gs           | G      | V      | N      | P      | Gf     | Gs     | DR  |
| ----------------- | ----- | ------- | ------- | ------- | ------- | ------- | ------- | ------------ | ------------ | ------------ | ------------ | ------------ | ------------ | ------ | ------ | ------ | ------ | ------ | ------ | --- |
| 2. Bundesliga     | 53    | 19      | 16      | 3       | 0       | 43      | 8       | 19           | 6            | 6            | 7            | 40           | 36           | 38     | 22     | 9      | 7      | 83     | 44     | +39 |
| Coppa di Germania | -     | 2       | 2       | 0       | 0       | 6       | 3       | 3            | 2            | 0            | 1            | 12           | 10           | 5      | 4      | 0      | 1      | 18     | 13     | +5  |
| Totale            | 53    | 21      | 18      | 3       | 0       | 49      | 11      | 22           | 8            | 6            | 8            | 52           | 46           | 43     | 26     | 9      | 8      | 101    | 57     | +44 |

### Andamento in campionato
| Giornata  | 1 | 2 | 3 | 4 | 5 | 6 | 7 | 8 | 9 | 10 | 11 | 12 | 13 | 14 | 15 | 16 | 17 | 18 | 19 | 20 | 21 | 22 | 23 | 24 | 25 | 26 | 27 | 28 | 29 | 30 | 31 | 32 | 33 | 34 | 35 | 36 | 37 | 38 |
| --------- | - | - | - | - | - | - | - | - | - | -- | -- | -- | -- | -- | -- | -- | -- | -- | -- | -- | -- | -- | -- | -- | -- | -- | -- | -- | -- | -- | -- | -- | -- | -- | -- | -- | -- | -- |
| Luogo     | C | T | C | T | C | T | C | T | C | T  | T  | C  | T  | C  | T  | C  | T  | C  | T  | T  | C  | T  | C  | T  | C  | T  | C  | T  | C  | C  | T  | C  | T  | C  | T  | C  | T  | C  |
| Risultato | V | V | V | N | N | N | V | N | V | P  | V  | V  | P  | V  | V  | N  | V  | V  | N  | P  | V  | P  | V  | P  | V  | V  | V  | P  | V  | V  | V  | N  | P  | V  | N  | V  | N  | V  |
| Posizione | 2 | 1 | 2 | 2 | 2 | 2 | 2 | 2 | 2 | 2  | 2  | 2  | 2  | 2  | 2  | 2  | 2  | 2  | 2  | 2  | 2  | 3  | 3  | 3  | 3  | 2  | 2  | 2  | 2  | 2  | 2  | 2  | 2  | 2  | 2  | 2  | 2  | 2  |

Legenda:

Luogo: C = Casa; T = Trasferta. Risultato: V = Vittoria; N = Pareggio; P = Sconfitta.

### Statistiche dei giocatori
!! colspan="4" | Totale

| Giocatore     | 2. Bundesliga | 2. Bundesliga | 2. Bundesliga | 2. Bundesliga | Relegation Bundesliga | Relegation Bundesliga | Relegation Bundesliga | Relegation Bundesliga | Coppa di Germania N. Brinkmann | Coppa di Germania N. Brinkmann | Coppa di Germania N. Brinkmann | Coppa di Germania N. Brinkmann | 37       | 3    | 10          | 0          | 2 | 0 | 0 | 0 | 5 | 0 | 2 | 0 | 44 | 3 | 12 | 0 |
| Giocatore     | Presenze      | Reti          | Ammonizioni   | Espulsioni    | Presenze              | Reti                  | Ammonizioni           | Espulsioni            | Presenze                       | Reti                           | Ammonizioni                    | Espulsioni                     | Presenze | Reti | Ammonizioni | Espulsioni |   |   |   |   |   |   |   |   |    |   |    |   |
| U. Finnern    | 10            | 1             | 0             | 0             | 0                     | 0                     | 0                     | 0                     | 1                              | 0                              | 0                              | 0                              | 11       | 1    | 0           | 0          |   |   |   |   |   |   |   |   |    |   |    |   |
| U. Fohles     | 1             | 0             | 0             | 0             | 0                     | 0                     | 0                     | 0                     | 1                              | 0                              | 0                              | 0                              | 2        | 0    | 0           | 0          |   |   |   |   |   |   |   |   |    |   |    |   |
| F. Funkel     | 38            | 11            | 3             | 0             | 2                     | 0                     | 0                     | 0                     | 5                              | 5                              | 1                              | 0                              | 45       | 16   | 4           | 0          |   |   |   |   |   |   |   |   |    |   |    |   |
| W. Götz       | 11            | 1             | 0             | 1             | 2                     | 1                     | 0                     | 0                     | 2                              | 1                              | 0                              | 0                              | 15       | 3    | 0           | 1          |   |   |   |   |   |   |   |   |    |   |    |   |
| P. Hahn       | 36            | 1             | 2             | 0             | 2                     | 0                     | 0                     | 0                     | 5                              | 1                              | 0                              | 0                              | 43       | 2    | 2           | 0          |   |   |   |   |   |   |   |   |    |   |    |   |
| P. Hesselbach | 21            | 0             | 0             | 0             | 0                     | 0                     | 0                     | 0                     | 3                              | 0                              | 0                              | 0                              | 24       | 0    | 0           | 0          |   |   |   |   |   |   |   |   |    |   |    |   |
| R. Heym       | 0             | 0             | 0             | 0             | 0                     | 0                     | 0                     | 0                     | 0                              | 0                              | 0                              | 0                              | 0        | 0    | 0           | 0          |   |   |   |   |   |   |   |   |    |   |    |   |
| W. Hoffmann   | 25            | 3             | 1             | 2             | 0                     | 0                     | 0                     | 0                     | 3                              | 3                              | 1                              | 0                              | 28       | 6    | 2           | 2          |   |   |   |   |   |   |   |   |    |   |    |   |
| M. Kroke      | 17            | 0             | 1             | 0             | 2                     | 0                     | 0                     | 0                     | 2                              | 0                              | 0                              | 0                              | 21       | 0    | 1           | 0          |   |   |   |   |   |   |   |   |    |   |    |   |
| L. Lurz       | 37            | 1             | 0             | 0             | 2                     | 0                     | 0                     | 0                     | 5                              | 0                              | 0                              | 0                              | 44       | 1    | 0           | 0          |   |   |   |   |   |   |   |   |    |   |    |   |
| W. Lüttges    | 36            | 22            | 0             | 0             | 2                     | 0                     | 0                     | 0                     | 4                              | 0                              | 0                              | 0                              | 42       | 22   | 0           | 0          |   |   |   |   |   |   |   |   |    |   |    |   |
| J. Mattsson   | 21            | 14            | 1             | 0             | 0                     | 0                     | 0                     | 0                     | 3                              | 1                              | 0                              | 0                              | 24       | 15   | 1           | 0          |   |   |   |   |   |   |   |   |    |   |    |   |
| H. Mentzel    | 27            | 3             | 2             | 0             | 1                     | 0                     | 0                     | 0                     | 3                              | 1                              | 0                              | 0                              | 31       | 4    | 2           | 0          |   |   |   |   |   |   |   |   |    |   |    |   |
| H. Mostert    | 23            | 9             | 1             | 0             | 2                     | 0                     | 0                     | 0                     | 2                              | 0                              | 0                              | 0                              | 27       | 9    | 1           | 0          |   |   |   |   |   |   |   |   |    |   |    |   |
| F. Raschid    | 36            | 6             | 3             | 0             | 2                     | 1                     | 0                     | 0                     | 5                              | 2                              | 1                              | 0                              | 43       | 9    | 4           | 0          |   |   |   |   |   |   |   |   |    |   |    |   |
| D. Schwabe    | 7             | 0             | 0             | 0             | 0                     | 0                     | 0                     | 0                     | 1                              | 0                              | 0                              | 0                              | 8        | 0    | 0           | 0          |   |   |   |   |   |   |   |   |    |   |    |   |
| J. Steffensen | 29            | 3             | 6             | 0             | 2                     | 0                     | 0                     | 0                     | 4                              | 1                              | 0                              | 0                              | 35       | 4    | 6           | 0          |   |   |   |   |   |   |   |   |    |   |    |   |
| H. Wloka      | 24            | 1             | 0             | 0             | 0                     | 0                     | 0                     | 0                     | 4                              | 2                              | 0                              | 0                              | 28       | 3    | 0           | 0          |   |   |   |   |   |   |   |   |    |   |    |   |
| L. de Loo     | 31            | 1             | 0             | 0             | 2                     | 0                     | 0                     | 0                     | 3                              | 1                              | 2                              | 0                              | 36       | 2    | 2           | 0          |   |   |   |   |   |   |   |   |    |   |    |   |
| M. de Loo     | 12            | 1             | 2             | 0             | 2                     | 1                     | 0                     | 0                     | 1                              | 0                              | 0                              | 0                              | 15       | 2    | 2           | 0          |   |   |   |   |   |   |   |   |    |   |    |   |